# Silvan Hefti
Silvan Hefti (Rorschach, 1997. október 25. –) svájci korosztályos válogatott labdarúgó, a Genoa hátvédje.
Testvére, Nias Hefti az FC Thun labdarúgója.

## Pályafutása

### Klubcsapatokban
Silvan Hefti Rorschach városában született. Az ifjúsági pályafutását az FC Goldachnál kezdte, majd 2009-ben átigazolt az első osztályban szereplő St. Gallen utánpótlás nevelő akadémiájához.
2015-ben mutatkozott be a St. Gallen felnőtt csapatában. Először a 2015. szeptember 12-ei, Basel elleni mérkőzésen lépett pályára. Első gólját a 2018. július 26-ai, Sarpsborg 08 elleni Európa Liga selejtezőn szerezte. 2020. szeptember 1-jén négyéves szerződést írt alá a Young Boys együttesével. 2022. január 3-án az olasz Genoa csapatába szerződött.

### A válogatottban
2016-ban debütált a svájci U21-es válogatottban. Először a 2016. november 14-ei, Oroszország elleni barátságos mérkőzésen lépett pályára.

## Statisztika
2023. május 19. szerint.
| Klub       | Szezon   | Bajnokság          | Bajnokság | Bajnokság | Kupa  | Kupa  | Nemzetközi | Nemzetközi | Összesen | Összesen |
| Klub       | Szezon   | Bajnokság          | Mérk.     | Gólok     | Mérk. | Gólok | Mérk.      | Gólok      | Mérk.    | Gólok    |
| ---------- | -------- | ------------------ | --------- | --------- | ----- | ----- | ---------- | ---------- | -------- | -------- |
| St. Gallen | 2015–16  | Swiss Super League | 23        | 0         | 0     | 0     | 0          | 0          | 23       | 0        |
| St. Gallen | 2016–17  | Swiss Super League | 33        | 0         | 1     | 0     | 0          | 0          | 34       | 0        |
| St. Gallen | 2017–18  | Swiss Super League | 30        | 0         | 2     | 0     | 0          | 0          | 32       | 0        |
| St. Gallen | 2018–19  | Swiss Super League | 35        | 1         | 1     | 0     | 2          | 1          | 38       | 2        |
| St. Gallen | 2019–20  | Swiss Super League | 34        | 3         | 1     | 0     | 0          | 0          | 35       | 3        |
| St. Gallen | Összesen | Összesen           | 155       | 4         | 5     | 0     | 2          | 1          | 162      | 5        |
| Young Boys | 2020–21  | Swiss Super League | 30        | 0         | 1     | 0     | 12         | 0          | 43       | 0        |
| Young Boys | 2021–22  | Swiss Super League | 17        | 1         | 1     | 0     | 11         | 1          | 29       | 2        |
| Young Boys | Összesen | Összesen           | 47        | 1         | 2     | 0     | 23         | 1          | 72       | 2        |
| Genoa      | 2021–22  | Serie A            | 16        | 0         | 1     | 0     | —          | —          | 17       | 0        |
| Genoa      | 2022–23  | Serie B            | 26        | 1         | 2     | 0     | —          | —          | 28       | 1        |
| Genoa      | Összesen | Összesen           | 42        | 1         | 3     | 0     | 0          | 0          | 45       | 1        |
| Összesen   | Összesen | Összesen           | 244       | 6         | 10    | 0     | 25         | 2          | 287      | 8        |

## Sikerei, díjai
Young Boys
- Swiss Super League
  - Bajnok (1): 2020–21

Genoa
- Serie B
  - Feljutó (1): 2022–23